# Bauhausstraße 11 (Weimar)

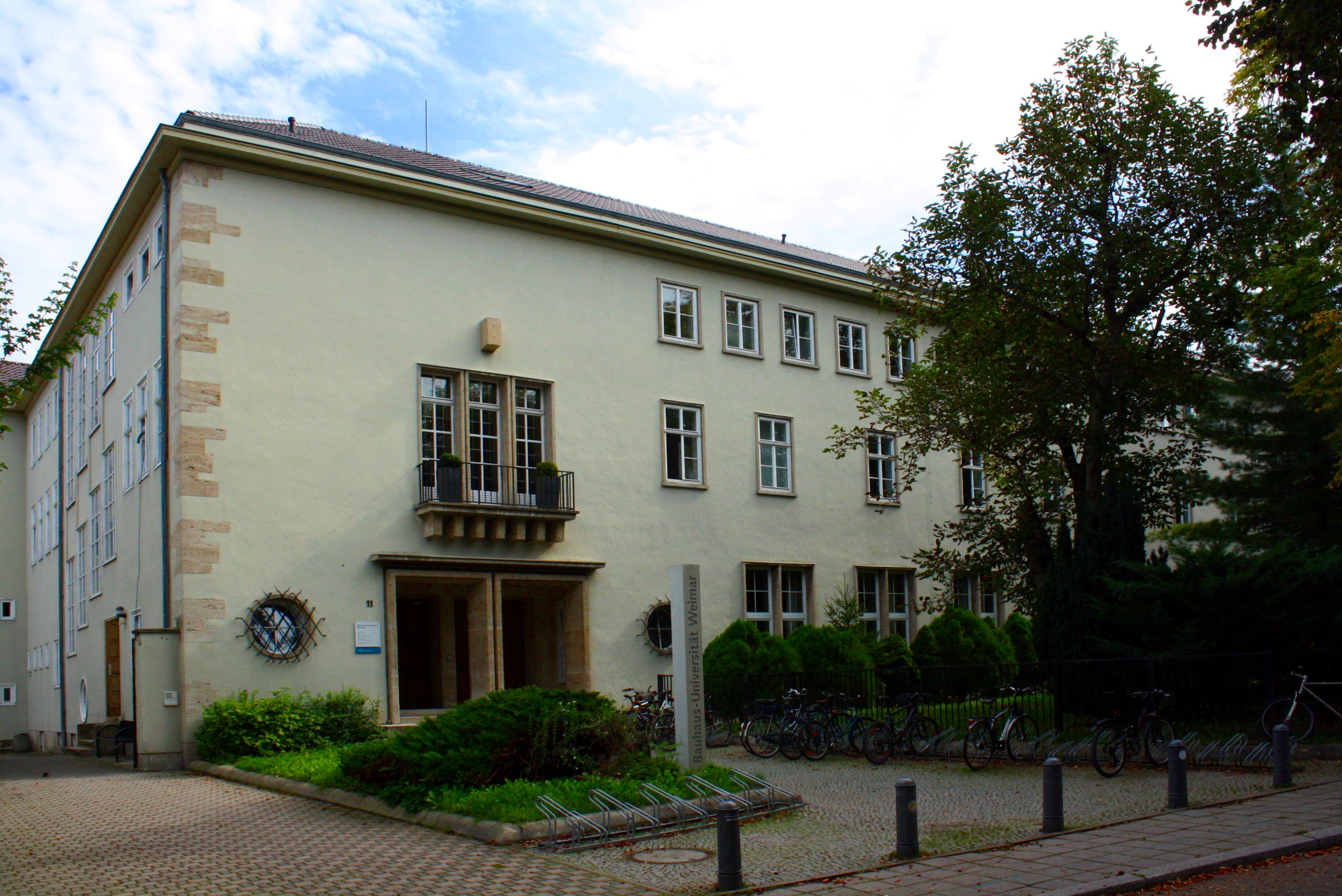
Bauhausstraße 11

Das Haus Bauhausstraße 11 (ehemals Kurthstraße) in Weimar wurde 1935 bis 1937 errichtet. Das einstige Ärztehaus in der Bauhausstraße gehört heute zur Bauhaus-Universität Weimar.

## Geschichte
Es wurde im Auftrag der Kassenärztlichen Vereinigung Deutschlands, Landesstelle Thüringen, als Ärztehaus errichtet. In dieser Funktion wirkte es von 1937 bis 1945. Es steht für eine Schnittstelle für die nationalsozialistische Bürokratie hinsichtlich der Kontrolle über die Bevölkerung, der Selektion von Kranken und unerwünschten Personen, was unter Euthanasie zusammenzufassen ist, und der Siedlungspolitik. Es war die Schaltzentrale nationalsozialistischer Gesundheitspolitik in Thüringen.
Hier kreuzten sich die bürokratischen Wege nationalsozialistischer Bevölkerungskontrolle, Selektion und Siedlungspolitik. Die zahlreichen Institutionen, die sich unter dem Dach des Gebäudes vereinten, geben Aufschlüsse über die bürokratischen bzw. verwaltungsgeschichtlichen Prozesse, die unter dem Deckmantel einer „Gesundheitspolitik“ im Nationalsozialismus ermöglicht wurden. Den Entwurf hierzu lieferte der Jenaer Architekt Georg Schirrmeister. Es ist eines der ersten Gebäude in Weimar, die die nationalsozialistische Gesinnung zum Ausdruck brachten. Es ist zugleich der erste Verwaltungsneubau in der Stadt. Das Ärztehaus hieß Zentrale für die Gesundung des Thüringer Volkes. Der Bauantrag wurde bereits 1935 gestellt, verzögerte sich aber wegen der monumentalen Wirkung und einiger Details, die der städtebaulichen Ordnung widersprachen, sodass das Stadtbauamt mit der Baugenehmigung zögerte. Diese wurde 1936 schließlich erteilt und der erste Bauabschnitt begonnen. Der Gesamtkomplex wurde 1937 vollendet. Die Bleiglasfenster des Treppenhauses haben völkische Motive eingebunden in ein nationalsozialistisches Bildprogramm.
Nach dem Ende des Zweiten Weltkrieges wurde das Gebäude Dienstsitz der Sowjetischen Militäradministration Thüringen (SMATh).
Das auf der Liste der Kulturdenkmale in Weimar (Einzeldenkmale) stehende Gebäude ist Gegenstand laufender Forschungsprojekte.